# Рябиковы
Рябиковы — дворянский род. Происходит от лейб-кампанца Лукьяна Рябикова.
Лукьян Рябиков находясь в Лейб-Кампании, по Именному Указу Императрицы Елизаветы Петровны от 31.12.1741, Всемилостивейше пожалован с законными его от сего числа рождёнными и впредь рождаемыми детьми и потомством их в дворянское достоинство, и на оное 25.11.1751 Дипломом, с коего копия хранится в Герольдии.

## Описание герба
На две части вдоль разделённой щит, у которого правая часть показывает в чёрном поле золотое стропило с наложенными на нём тремя горящими гранатами натурального цвета между тремя серебряными звёздами. Левая содержит в серебряном по зелёному перерезанном поле три зрелые хлебные колоса, 2 и 1 переменных с полями цветов.
Над щитом несколько открытый к правой стороне обращенный стальной дворянской шлем, который украшает наложенная на него обыкновенная Лейб-кампании гренадерская шапка с красными и белыми страусовыми перьями и с двумя по обеим сторонам распростёртыми Орлиными крыльями чёрного цвета, на которых повторены три серебряные звезды. По сторонам щита опущен наметь зелёного и чёрного цветов, с правой стороны подложенный серебром, а с левой золотом, с приложенною внизу щита надписью: «За верность и ревность». Герб Рябикова внесён в Часть 1 Общего гербовника дворянских родов Всероссийской империи, стр. 97.